# 茲韋錢

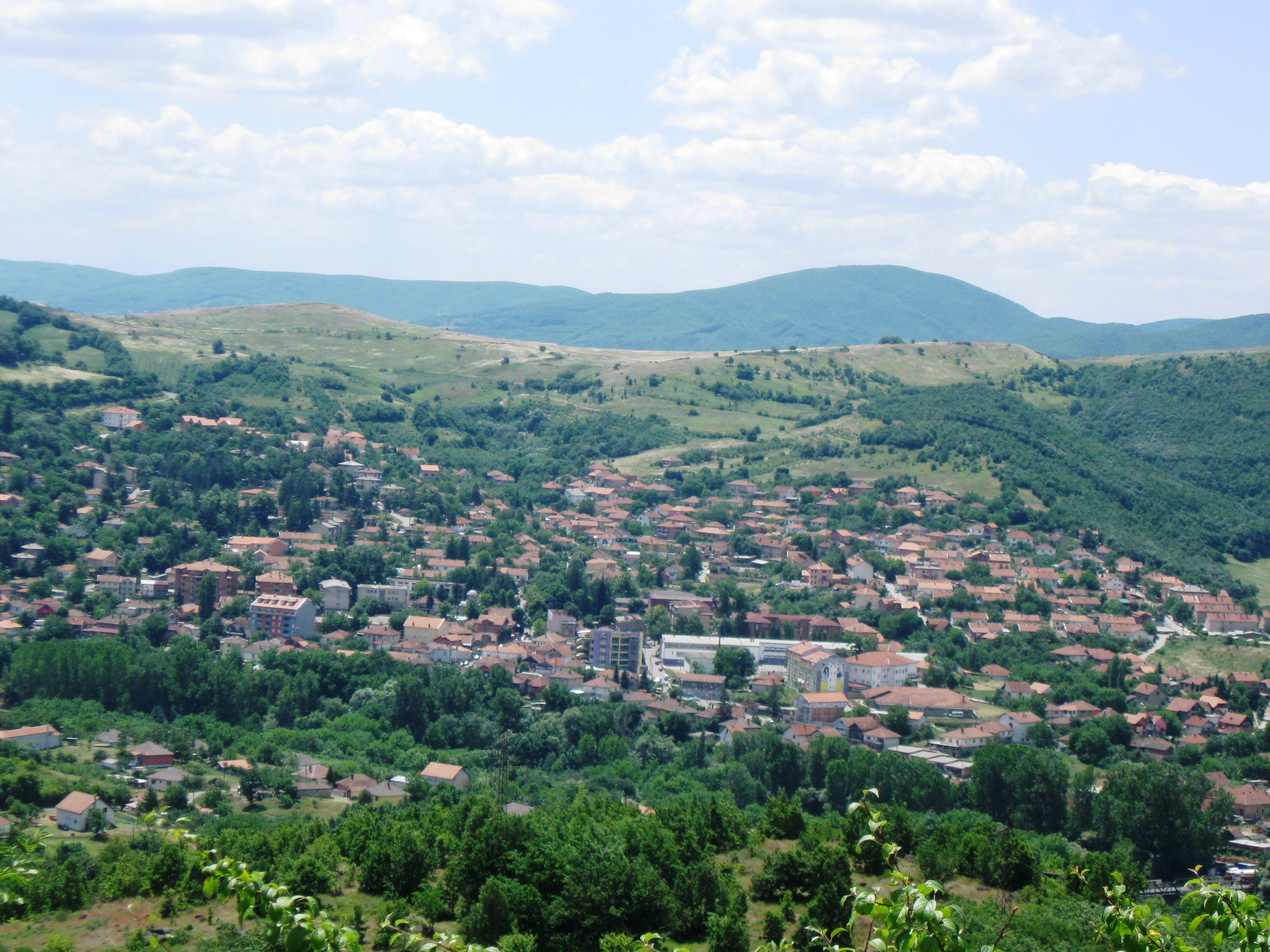
兹韦钱远景

茲韋錢（羅馬化：Zvečan），是科索沃米特羅維察區兹韦钱市镇内的城鎮及行政中心，該鎮塞族佔總人口約90%，是北科索沃塞族自治區4大城鎮之一。根据2011年的估计，茲韋錢城鎮人口数量为1,297人，而整个市镇在2015年的估计人口数量则为16,650人。

## 局勢動盪
由於茲韋錢城鎮以塞族佔絕大多數，加上該鎮扼守著通往北科索沃邊塞城鎮萊波薩維奇乃至塞爾維亞南部城市拉什卡的國道。因此不少塞族激進叛亂份子也在茲韋錢城鎮一帶活動，致使該鎮局勢動盪不明朗。
在2023年5至6月期間，茲韋錢城鎮發生了數次塞族反科索沃阿族議員進入該鎮政府大樓嚴重暴亂以及9月的巴尼斯卡村莊恐怖襲擊事件，前者造成最少70人受傷（包括北約駐科索沃部隊、聯合國維和部隊、示威者等﹔而後者更造成1名科索沃警察和數名塞族叛亂份子死亡）